# پونوئلا، پورتوریکو
پونوئلا (به انگلیسی: Peñuelas) یک منطقهٔ مسکونی در ایالات متحده آمریکا است که در پورتوریکو واقع شده‌است.
 پونوئلا ۱۳۷٫۴۲ کیلومتر مربع مساحت و ۲۴٬۲۸۲ نفر جمعیت دارد.